# Patrick Bouffard
Patrick Bouffard (1963) è un ghirondista francese, uno dei più significativi suonatori di ghironda in Francia; originario dell'Alvernia, porta avanti la tradizione dell'uso di questo strumento in Centro Francia.

## Biografia
Nel 1975 Patrick Bouffard inizia a suonare la ghironda. Nel 1978 viene in contatto con Frédéric Paris, membro della Chavannée - gruppo a cui si unirà poco dopo - e rimane conquistato dal loro progetto artistico. Nel 1990 incide il primo album a suo nome nell'ambito della collezione "En France -In France". 
Fa parte attualmente dei seguenti gruppi:
- Trio Patrick Bouffard
- La Chavannée
- Transept
- A4

## Discografia

### Trio Patrick Bouffard e solo
- 1990: P.Bouffard - Musiques pour vielle à roue en Auvergne et Bourbonnais
- 1992: Patrick Bouffard joue Jenzat - répertoire Berry 1 e Patrick Bouffard joue Jenzat - répertoire Berry 2
- 1993: Live chez Jeunesse
- 1996: Musiques pour vielle à roue en Auvergne et Bourbonnais, éd. Ocora - Radio France.
- 1996: Revenant de Paris, Trio Patrick Bouffard & Anne-Lise Foy,  edizione originale Acousteack,  etichetta di Boucherie Productions. Inciso di nuovo nel 2003 da Modal.
- 1997: Rabaterie, Trio Patrick Bouffard & Anne-Lise Foy,  edizione originale Acousteack, etichetta diBoucherie Productions. Inciso nuovamente nel 2003 da Modal.
- 1998: Danses
- 1999: Roots'n Roll .
- 2001: Transept,  ed Modal.
- 2003: En bal,  ed Modal.

### Con La chavannée
- 1984: Carnet de bal
- 1986:  Rage de Danse
- 1992:  Cotillon
- 1994:  Chants de mariniers
- 1998:  Bateau doré
- 2006:  Avant soleil levé

### Con Transept
- 2001: Patrick Bouffard - Transept  ed. Modal.
- 2005: Transept - second prélude,  ed. Modal.